# Campionato portoghese maschile di pallanuoto
Il campionato portoghese maschile di pallanuoto è un insieme di tornei pallanuotistici maschili nazionali istituiti dalla Federação Portuguesa de Natação (FPN). I campionati sono suddivisi e organizzati su vari livelli. La massima divisione è la I. Divisão. 
La squadra più titolata è la Sport Comércio e Salgueiros, con quindici affermazioni.

## Albo d'oro
- 1922:  Sporting Lisbona
- 1923:  Sport Algés e Dafundo
- 1924:  Sport Algés e Dafundo
- 1925: non disputato
- 1926:  Sporting Lisbona
- 1927:  Sporting Lisbona
- 1928:  Porto
- 1929:  Sporting Lisbona
- 1930:  Sport Algés e Dafundo
- 1931:  Sport Algés e Dafundo
- 1932-1937: non disputato
- 1938:  Sport Algés e Dafundo
- 1939-1984: non disputato
- 1985:  CDUP
- 1986:  CDUP
- 1987:  CDUP
- 1988:  Sport Algés e Dafundo
- 1989:  Sport Algés e Dafundo
- 1990:  CDUP
- 1991:  Sport Algés e Dafundo
- 1992:  Sport Algés e Dafundo
- 1993:  Sport Algés e Dafundo
- 1994:  Sport Algés e Dafundo
- 1995:  Salgueiros
- 1996:  Salgueiros
- 1997:  Salgueiros
- 1998:  Salgueiros
- 1999:  Salgueiros

- 2000:  Salgueiros
- 2001:  Salgueiros
- 2002:  Salgueiros
- 2003:  Salgueiros
- 2004:  Salgueiros
- 2005:  Salgueiros
- 2006:  Salgueiros
- 2007:  C.N. Amadora
- 2008:  Salgueiros
- 2009:  Salgueiros
- 2010:  Portimão
- 2011:  Portimão
- 2012:  Portimão
- 2013:  Salgueiros
- 2014:  Paredes Rota dos Móveis
- 2015:  Paredes Rota dos Móveis
- 2016:  Portuense
- 2017:  Portuense
- 2018:  Portuense
- 2019:  Vitória
- 2020: non assegnato
- 2021:  Vitória
- 2022:  Vitória
- 2023:  Vitória
- 2024:  Portuense
- 2025:  Vitória

## Vittorie per squadra
Aggiornato al 2024.
| Pos. | Squadra                 | Vittorie |
| ---- | ----------------------- | -------- |
| 1    | Salgueiros              | 15       |
| 2    | Sport Algés e Dafundo   | 11       |
| 3    | Vitória                 | 5        |
| 4    | Sporting Lisbona        | 4        |
| 4    | CDUP                    | 4        |
| 4    | Portuense               | 4        |
| 7    | Portimão                | 3        |
| 8    | Paredes Rota dos Móveis | 2        |
| 9    | C.N. Amadora            | 1        |
| 9    | Porto                   | 1        |